# Верхняя Шуделька
Верхняя Шуделька — исчезнувший посёлок в Колпашевском районе Томской области. На момент упразднения входил в состав Инкинского сельсовета. Упразднен в 1972 году.

## География
Посёлок располагался в истоке реки Шуделька (откуда и название), в 80 км (по прямой) к юго-западу от села Инкино.

## История
Посёлок возник в начале 1930-х годов, когда бассейн реки Обь стал местом расселения спецпоселенцев из числа кулаков.
С 1942 по 1954 года в составе Шудельского сельсовета.
Решением № 186 Томского облисполкома от 20 июля 1972 г. посёлок Верхняя Инкинка исключен из учётных данных.